# ريد دورمان
ريد دورمان (بالإنجليزية: Red Dorman)‏ هو لاعب كرة قاعدة أمريكي، ولد في 3 أكتوبر 1900 في جاكسونفيل في الولايات المتحدة، وتوفي في 7 ديسمبر 1974 في آناهايم في الولايات المتحدة.

## وصلات خارجية
- ريد دورمان على موقعبيزبول رفرنس.كوم (الدوري الرئيسي) (الإنجليزية)